# Блок (залив)
Заливът Блок (на английски: Block Bay) е леден залив, част от акваторията на тихоокеанския сектор на Южния океан, край бреговете на Западна Антарктида, Земя Мери Бърд, Бряг Сандърс, разположен североизточно от полуостров Гест. Ширина на входа 25 km, вдава се в континента на 50 km. В централната му част е „бетониран“ остров Дрискол. От изток в него се „влива“ големия долинен ледник Болчен.
Заливът е открит и картиран на базата на направената топографска снимка на бреговете му през 1929 г. от участниците в американската антарктическа експедиция 1928 – 30 г., възглавявана от адмирал Ричард Бърд. Той наименува новооткрития залив в чест на Пол Блок (1877 – 1941) вестникарски магнат, спонсор на експедицията.